# Narodowy Dzień Pamięci Ofiar Ludobójstwa dokonanego przez ukraińskich nacjonalistów na obywatelach II Rzeczypospolitej Polskiej
Narodowy Dzień Pamięci Ofiar Ludobójstwa dokonanego przez ukraińskich nacjonalistów na obywatelach II Rzeczypospolitej Polskiej – polskie święto obchodzone corocznie 11 lipca, poświęcone pamięci ofiar rzezi wołyńskiej i innych mordów na obywatelach II Rzeczypospolitej dokonywanych przez nacjonalistów ukraińskich w czasie II wojny światowej, ustanowione na mocy uchwały Sejmu z dnia 22 lipca 2016 roku. Święto nie jest dniem wolnym od pracy.

## Historia inicjatywy
W 2013 roku posłowie klubów PiS, PSL, SLD i Solidarnej Polski oraz środowiska kresowe dążyły do ustanowienia 11 lipca Dniem Pamięci Męczeństwa Kresowian.
7 lipca 2016 roku Senat, w „Uchwale w sprawie oddania hołdu ofiarom ludobójstwa dokonanego przez nacjonalistów ukraińskich na obywatelach II Rzeczypospolitej w latach 1939–1945” wezwał Sejm, aby ustanowił dzień 11 lipca Narodowym Dniem Pamięci Ofiar Ludobójstwa dokonanego na obywatelach II RP przez ukraińskich nacjonalistów.

## Treść uchwały
W uchwale przyjętej 22 lipca 2016 roku Sejm oddał hołd ofiarom mordów na obywatelach II Rzeczypospolitej (Polakach, Żydach, Ormianach, Czechach i przedstawicielach innych mniejszości narodowych), dokonywanych w latach 1943–1945 przez ukraińskich nacjonalistów z szeregów OUN, UPA, SS-Galizien i innych formacji, jak i wyraził wdzięczność tzw. „Sprawiedliwym Ukraińcom”, którzy odmawiali udziału w mordach i ratowali Polaków. Sejm wyraził również uznanie dla żołnierzy Armii Krajowej, Samoobrony Kresowej, Batalionów Chłopskich, którzy podjęli heroiczną walkę w obronie zagrożonej atakami ludności cywilnej. Posłowie zaapelowali także do Prezydenta Rzeczypospolitej Polskiej o uhonorowanie tych osób odznaczeniami państwowymi.

## Termin

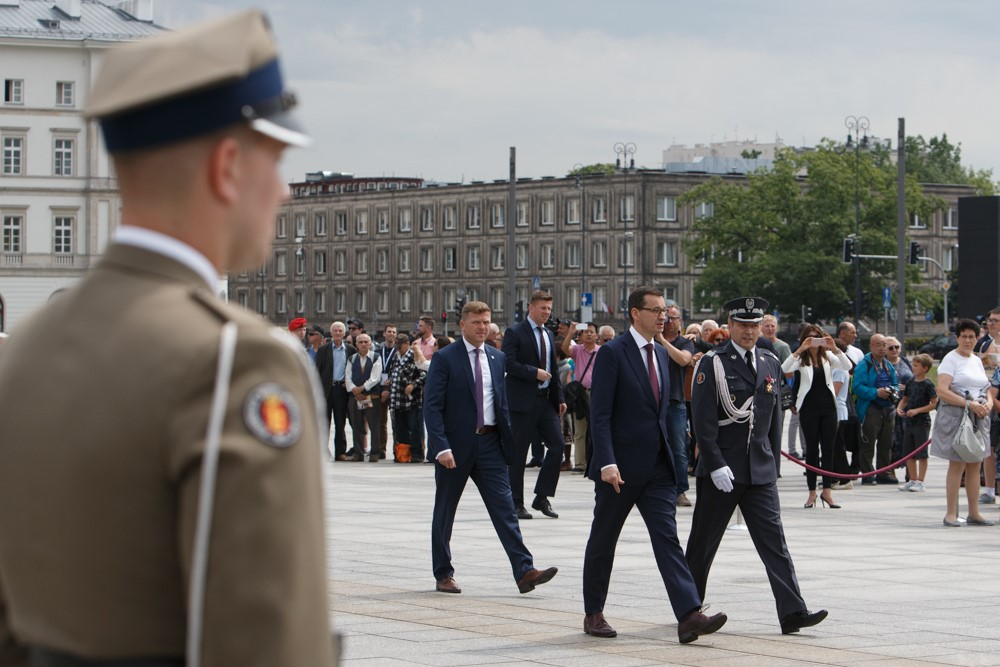
Premier Mateusz Morawiecki wziął udział w uroczystych obchodach Narodowego Dnia Pamięci Ofiar Ludobójstwa dokonanego przez ukraińskich nacjonalistów na obywatelach II RP na Grobie Nieznanego Żołnierza oraz na Skwerze Wołyńskim (2018).

Na dzień święta wybrano 11 lipca, kiedy to przypada rocznica tzw. „Krwawej niedzieli” 1943 roku, podczas której na Wołyniu doszło do największej fali mordów na Polakach.